# Collada dels Cirerers
La Collada dels Cirerers és una collada dels contraforts nord-orientals del Massís del Canigó, a 766,5 metres d'altitud, en el límit dels termes comunals d'Espirà de Conflent, Estoer, de Finestret i de Vallestàvia, tots quatre a la comarca del Conflent (Catalunya del Nord).
Està situat a l'extrem nord-oest del terme de Vallestàvia, al quadriterme amb Espirà de Conflent, Estoer i Finestret. És també a l'extrem meridional del terme d'Espirà de Conflent, a l'oriental del d'Estoer i al sud-oest del de Finestret.